# Luwsan-Iszijn Serglenbaatar
Luwsan-Iszijn Serglenbaatar (ur. 3 grudnia 1967) – mongolski zapaśnik w stylu wolnym. Olimpijczyk z Atlanty 1996, gdzie zajął dwunaste miejsce w kategorii 48 kg.
Piętnaste miejsce na mistrzostwach świata w 1995. Najlepszy na mistrzostwach Azji w 1993 i drugi w 1996. Wicemistrz świata juniorów z 1988 roku.